# This Nation’s Saving Grace
Az 1985-ös This Nation’s Saving Grace a The Fall nagylemeze. A brit albumlistán az 54. helyig jutott. Szerepel az 1001 lemez, amit hallanod kell, mielőtt meghalsz című könyvben.

## Az album dalai
|     | Cím                      | Szerző(k)                              | Hossz |
| --- | ------------------------ | -------------------------------------- | ----- |
| 1.  | Mansion                  | Brix E. Smith                          | 1:21  |
| 2.  | Bombast                  | Mark E. Smith, Steve Hanley            | 3:07  |
| 3.  | Barmy                    | M. Smith, B. Smith                     | 5:20  |
| 4.  | What You Need            | M. Smith, Craig Scanlon                | 4:49  |
| 5.  | Spoilt Victorian Child   | M. Smith, Simon Rogers                 | 4:12  |
| 6.  | L.A.                     | M. Smith, B. Smith                     | 4:09  |
| 7.  | Vixen                    | M. Smith, B. Smith                     | 4:01  |
| 8.  | Couldn't Get Ahead       | M. Smith, B. Smith                     | 2:35  |
| 9.  | Gut of the Quantifier    | M. Smith, Karl Burns, Rogers, B. Smith | 5:15  |
| 10. | My New House             | M. Smith                               | 5:16  |
| 11. | Paintwork                | M. Smith, Rogers, Scanlon              | 6:38  |
| 12. | I Am Damo Suzuki         | M. Smith, Burns, B. Smith              | 5:40  |
| 13. | To NK Roachment: Yarbles | M. Smith, B. Smith                     | 1:23  |
| 14. | Petty (Thief) Lout       | M. Smith, Scanlon                      | 5:20  |
| 15. | Rollin' Dany             | Joe Stein, Paul Edwards                | 2:25  |
| 16. | Cruiser's Creek          | M. Smith, B. Smith                     | 4:16  |

## Közreműködők
- Mark E. Smith – ének, hegedű, gitár
- Craig Scanlon – gitár
- Brix Smith – gitár, ének
- Steve Hanley – basszusgitár
- Simon Rogers – Billentyűs hangszerek, gitár, basszusgitár
- Karl Burns – dob; háttérvokál a Rollin' Dany-n

## Fordítás
Ez a szócikk részben vagy egészben a This Nation's Saving Grace című angol Wikipédia-szócikk ezen változatának fordításán alapul.  Az eredeti cikk szerkesztőit annak laptörténete sorolja fel. Ez a jelzés csupán a megfogalmazás eredetét és a szerzői jogokat jelzi, nem szolgál a cikkben szereplő információk forrásmegjelöléseként.